# Camillo Corsi

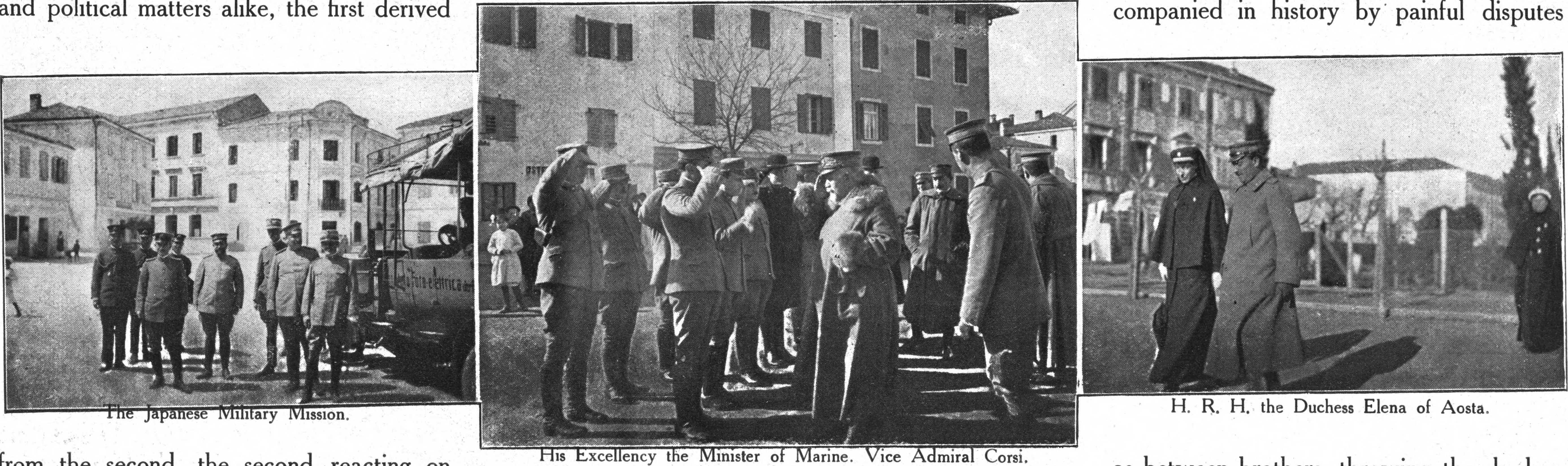

Camillo Corsi (Roma, 13 maggio 1860 – Roma, 17 luglio 1921) è stato un politico italiano, figlio Tito e di Teresa Mazzetti di Pietralata, Fu senatore del Regno d'Italia nella XXIV legislatura.

## Attività politica
Fu Ministro della Marina del Regno d'Italia nei governi Governo Salandra II e Governo Boselli.